# Vahliella saubinetii
Vahliella saubinetii är en lavart som först beskrevs av Jean François Montagne, och fick sitt nu gällande namn av P. M. Jørg. Vahliella saubinetii ingår i släktet Vahliella och familjen Vahliellaceae.   Inga underarter finns listade i Catalogue of Life.